# Abdul Karim Khan
Abdul Karim Khan (* 11. November 1872 in Kairana; † 27. Oktober 1937 in Singaperumalkoil, Indien) war ein klassischer indischer Sänger und mit Abdul Wahid Khan Begründer der Kirana-Gharana.

## Leben
Abdul Karim Khan wurde zunächst von seinem Vater Kale Khan unterrichtet. Nach dessen Tod wurden sein Onkel Abdulla Khan sowie Haider Khan seine Lehrer. Beeinflusst war er auch von Rahamat Khan, einem Vertreter der Gwalior Gharana. Sein erstes öffentliches Konzert gab er im Alter von elf Jahren. Neben dem Gesang beherrschte er auch Musikinstrumente wie Vina, Sarangi, Tabla und Jaltarang. Nach dem Abschluss seiner Ausbildung wurde er Sänger am Hof des Fürsten von Baroda. Nach einigen Jahren ging er nach Bombay und später nach Hubballi-Dharwad, wo er häufig mit seinem Bruder Abdul Haq auftrat. Hier lernte er auch Sawai Gandharwa kennen, der einer seiner bedeutendsten Schüler wurde.
1913 gründete er in Pune das Arya Sangeet Vidyalaya, wo er seinen Schülern eine umfassende musikalische Ausbildung vermittelte und auch arme und hilfsbedürftige Studenten unterstützte. Neben der Gesangsausbildung erhielten sie auch Instrumentalunterricht insbesondere für Vina und Sarangi. 1917 gründete er eine Zweigstelle seiner Schule in Bombay, die jedoch nur wenige Jahre bestand. Nach der Schließung der Schule ließ er sich in Miraj nieder. Von dort aus unternahm er Konzertreisen durch ganz Indien. 1937 starb er unerwartet während eine Konzertreise durch Südindien in der Bahnstation von Singaperumalkoil.
Abdul Karim Khan war einer der ersten nordindischen Musiker, die auch die Karnatische Musik studierten und mit der hindustanischen Musiktraditionen verbanden. So erreichte er mit Songs wie Kharaharapriya, Saaweri, Hamsadhwani und Abhogi seine Zuhörer in Nord- und Südindien gleichermaßen. Viele seiner Lieder wurden von der Gramophone Company auf LP veröffentlicht. Neben Sawai Gandharwa zählten zu seinen Schülern u. a. Baharebuwa, Sureshbabu Mane, Dasarathbuwa Muley, Roshanara Begum, Hirabai Barodekar und Balkrishnabuwa Kapileswari, der selbst eine Musikschule nach dem Vorbild seines Lehrers gründete.